# Canton d'Aigrefeuille-d'Aunis
Le canton d'Aigrefeuille-d'Aunis est une ancienne division administrative française située dans le département de la Charente-Maritime et la région Poitou-Charentes.

## Géographie
Ce canton était organisé autour d'Aigrefeuille-d'Aunis dans l'arrondissement de Rochefort.
Son altitude variait de 0 m (Ardillières) à 48 m (Le Thou) pour une altitude moyenne de 16 m.

## Représentation

### Conseillers d'arrondissement (de 1833 à 1940)
Le canton d'Aigrefeuille avait deux conseillers d'arrondissement jusqu'en 1926 (disparition de l'Arrondissement de Marennes).
| Période                                  | Période | Identité                                       | Étiquette               | Qualité |
| ---------------------------------------- | ------- | ---------------------------------------------- | ----------------------- | --- |
| 1833                                     | 1848    | René Basile Audry (1786-1851)                  |                         | Propriétaire à Bouhet                                                                                       |
| 1833                                     | 1836    | Vincent Renou                                  |                         | Propriétaire à Ballon                                                                                       |
| 1836                                     | 1848    | M. Audry                                       |                         | Propriétaire à Forges                                                                                       |
|                                          |         |                                                |                         | |
| 1852                                     |         | Charles Armand Floréal Marchesseau (1798-1869) | Bonapartiste            | Propriétaire, maire d'Aigrefeuille-d'Aunis                                                                  |
|                                          |         |                                                |                         | |
| 1889                                     |         | Ernest Manseau                                 | Républicain             | Propriétaire à Landrais                                                                                     |
| 1901                                     | 1931    | Charles Penaud                                 | Républicain ministériel | Vétérinaire à Aigrefeuille-d'Aunis                                                                          |
| 1931                                     | 1940    | Abel Bouban                                    | Soc.ind.                | Maire de Forges                                                                                             |
| 1940                                     |         |                                                |                         | Les conseils d'arrondissement ont été suspendus par la loi du 12 octobre 1940 et n'ont jamais été réactivés |
| Les données manquantes sont à compléter. |         |                                                |                         | |

### Conseillers généraux de 1833 à 2015
- De 1833 à 1848, les cantons d'Aigrefeuille et de Surgères avaient le même conseiller général. Le nombre de conseillers généraux était limité à 30 par département.

| Période               | Identité                                        | Parti        | Qualité |
| --------------------- | ----------------------------------------------- | ------------ | --- |
| 1833-1836 (démission) | Pierre-François Audry de Puyraveau              | Gauche       | Propriétaire à Puyravault Député (1822-1823, 1827-1837, 1848) |
| 1836-1848             | Vincent Renou (1793-?)                          |              | Propriétaire, fabricant de sucre de betteraves à Ballon Conseiller d'arrondissement                                                                              |
| 1848-1852             | René Pierre Musset                              |              | Notaire, maire de Thairé |
| 1852-1859 (décès)     | Baron Charles de Vast-Vimeux                    | Bonapartiste | Général de brigade Propriétaire du château et maire de Péré Député de Charente-Inférieure (1849-1851 et 1852-1859) Questeur au Corps législatif                  |
| 1859-1886             | Baron Alfred de Vast-Vimeux (fils du précédent) | Bonapartiste | Colonel Député (1859-1870, 1871-1876 et 1885-1888)- Sénateur (1876-1885) Propriétaire du château de Péré                                                         |
| 1886-1903 (décès)     | Eugène Rodde                                    | Républicain  | Négociant, conseiller municipal d'Aigrefeuille |
| 1903-1928             | Timoléon Audry                                  | Républicain  | Maire de Saint-Christophe (1876-1931) |
| 1928-1931 (démission) | Charles Penaud                                  | Rad.         | Maire d'Aigrefeuille-d'Aunis (1919-1933) |
| 1931-1940             | Léopold Pinaud                                  | Rad.         | Viticulteur à Ciré |
|                       |                                                 |              | |
| 1943-1945             | Jean Malineau (1879-1966)                       | ?            | Maréchal des logis Maire d'Aigrefeuille-d'Aunis Nommé conseiller départemental en 1943                                                                           |
|                       |                                                 |              | |
| 1945-1973 (décès)     | André Dulin                                     | Rad.         | Employé Sénateur (1948-1959) Secrétaire d'État puis Ministre (1950, 1956-1957) Maire d'Aigrefeuille-d'Aunis (1950-1973) Président du Conseil Général (1945-1973) |
| 1973-1992             | Josy Moinet                                     | MRG puis DVG | Cadre Sénateur (1973-1989) Président du Conseil Général (1976-1982) Maire de Saint-Rogatien (1959-2008)                                                          |
| 1992-1998             | Bernard Marchand                                | DVG          | Agent immobilier Maire du Thou (1989-2008) |
| 1998-2015             | Christian Brunier                               | DVG puis PS  | Enseignant Maire du Thou depuis 2008 Président de la Communauté de Communes de la Plaine d'Aunis                                                                 |

## Composition
Le canton d'Aigrefeuille-d'Aunis regroupait onze communes et comptait 12 866 habitants (recensement de 2007).
La densité de population du canton d'Aigrefeuille-d'Aunis s'établissait en 2007 à 71 hab/km2, nettement inférieure à celle de son arrondissement (117 hab/km2) et à celle du département de la Charente-Maritime (88 hab/km2).
| Communes             | Population (2012) | Code postal | Code Insee |
| -------------------- | ----------------- | ----------- | ---------- |
| Aigrefeuille-d'Aunis | 3 577             | 17290       | 17003      |
| Ardillières          | 775               | 17290       | 17018      |
| Ballon               | 647               | 17290       | 17032      |
| Bouhet               | 690               | 17540       | 17057      |
| Chambon              | 856               | 17290       | 17080      |
| Ciré-d'Aunis         | 1 136             | 17290       | 17107      |
| Forges               | 1 119             | 17290       | 17166      |
| Landrais             | 629               | 17290       | 17203      |
| Thairé               | 1 412             | 17290       | 17443      |
| Le Thou              | 1 369             | 17290       | 17447      |
| Virson               | 656               | 17290       | 17480      |

## Démographie
| 1962  | 1968  | 1975  | 1982  | 1990  | 1999   | 2006   | 2011   | 2012   |
| ----- | ----- | ----- | ----- | ----- | ------ | ------ | ------ | ------ |
| 7 311 | 7 209 | 7 604 | 8 965 | 9 362 | 10 272 | 12 602 | 14 174 | 14 310 |